# Марко и Снежина
Марко и Снежина е български попфолк дует, създаден през 1994 година. Две години след началото на музикалната си дейност през 1996 г. издават самостоятелните си албуми „Касандра“ (Марко) и „Лъч за обич“ (Снежина), като тогава са представени с имената Осман и Снеги. Първият им албум в дует е озаглавен „Глас народен - глас Божи“, който излиза през 1998 г. и е издаден от музикалната компания на Слави Трифонов (БМК). С музикалната компания издават още два албума „Са-са“ и „На екс“. След това издават още два албума „Разбиване“ и „На купон“. Най-известните им песни са „Леле мале“, по-известна като „Млада булка“, „Секс машина“, „Македонска мъка“, известна още като „Майка щерка изпраща“, „Хайде върти како“, „При мене остани“ и др. Разделят се през 2004 г., но се събират 10 години по-късно през 2014 г., за да отпразнуват своя 20-годишен юбилей на сцената с голям концерт в НДК, провел се на 4 юни.

## Дискография
- Касандра (1996) (самостоятелен на Марко под името Осман)
- Лъч за обич (1996) (самостоятелен на Снежина под името Снеги)
- Глас народен – глас Божи (1998)
- Са-са (1999)
- На екс (2001)
- Разбиване (2001)
- На купон (2007)